# Capurodendron nodosum
Capurodendron nodosum är en tvåhjärtbladig växtart som beskrevs av Aubrev. Capurodendron nodosum ingår i släktet Capurodendron och familjen Sapotaceae. Inga underarter finns listade i Catalogue of Life.